# Lucienne Divan
Pour les articles homonymes, voir Divan.
Lucienne Divan, née le 2 septembre 1920 à Sainte-Radegonde-en-Touraine (Indre-et-Loire), est une astrophysicienne française, ayant exercé sa carrière à l'Institut d'astrophysique de Paris. À sa retraite, elle s'installe près de l'observatoire de Haute-Provence ; elle décède le 21 décembre 2015 à Sainte-Tulle.

## Biographie
Ancienne élève de l'École normale supérieure de jeunes filles, Lucienne Divan obtient l'agrégation féminine de physique (première, 1945), puis exerce sa carrière à l'Institut d'astrophysique de Paris à partir de 1949, où elle rejoint Daniel Barbier et Daniel Chalonge.

## Travaux et publications
Lucienne Divan est auteure et co-auteure de 53 articles répertoriés dans la bibliographie NASA/ADS. Avec Daniel Barbier et Daniel Chalonge, elle a contribué au développement du système de classification spectroscopique stellaire tri-dimensionnel  dit Classification de l'IAP ou BCD (pour Barbier-Chalonge-Divan), système  basé sur les propriétés spectro-photométriques de la discontinuité de Balmer dans les spectres stellaires, dans une suite d'articles publiés dans les Annales d'Astrophysique intitulés Recherches sur les spectres continus stellaires. Ce système de classification spectrale des étoiles est très peu utilisé aujourd'hui, les scientifiques lui préférant le système de classification spectrale MK. Elle s'est également intéressée aux propriétés spectrales d'étoiles particulières comme les étoiles Be, et des étoiles variables particulières comme la Nova Her 1963 et FG Sagittae.

## Hommages
L'astéroïde (1892) Lucienne, découvert en 1971 par  Paul Wild, a été nommé en son honneur.
Prix Jules-César Janssen (vermeil)
Chevalier de la Légion d'honneur en 1988